# Juri I. von Galizien

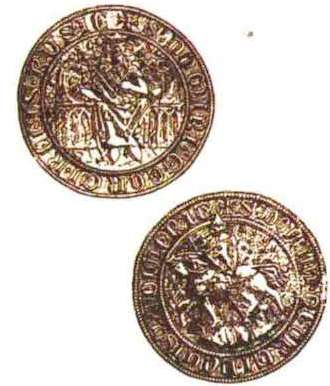
Siegel Juris: «S[igillum] Domini Georgi Regis Rusie», «S[igillum] Domini Georgi Ducis Ladimerie»

Juri I. von Galizien (ukrainisch Ю́рій I Льво́вич, russisch Юрий I Львович, Taufname Georg/Georgij Георгий; * um 1252/1262, † 18. März 1308) war Fürst von Bels (1269–1301), Fürst von Halitsch-Wladimir (1301–1308) und „König der Rus“ (1305–1308).

## Leben
Juri war ein Sohn von Lew I. von Galizien, König der Rus und von Konstanze von Ungarn, Tochter von König Bela IV. Sein Geburtsjahr ist nicht überliefert.
Seit 1269 war er Fürst von Bels. Er nahm an der Seite des Vaters an Kriegszügen nach Polen und Ungarn teil. 1288 eroberte er Brest, musste es aber auf Anweisung des Vaters wieder räumen.
1301 wurde er nach dem Tod des Vaters neuer Fürst des mächtigen Fürstentums Halitsch-Wladimir. 1303 konnte er eine eigene Metropolie Galizien (Sitz eines Metropoliten gleichwertig dem Kiewer Metropolie) gründen.
Juri führte auch den Titel „König der Rus“ („Rex Rusiae“) wie sein Großvater und Vater, über eine Krönung ist allerdings nichts bekannt. Er starb am 18. März 1308 (oder 1316?).

## Ehen und Nachkommen
Juri war zweimal verheiratet.
Zuerst heiratete er Xenia (* 13. Jahrhundert; † um 1286), eine Tochter des Großfürsten  Jaroslaw III. Jaroslawitsch von Twer und ab 1263 auch von Wladimir aus dessen zweiter Ehe mit der Nowgoroder Bojarentochter Xenia Juriwena.
Mit ihr hatte er nur den bereits als Kleinkind verstorbenen Sohn:
- Michail (* um 1283;† um 1286)

In zweiter Ehe vermählte er sich vermutlich 1289 oder auch erst 1290 mit Euphemia von Kujawien (* um 1265; † 18. März 1308), der einzigen Tochter des Herzogs Kasimir von Kujawien aus dessen dritter Ehe mit Euphrosine von Oppeln, sowie auch einzige Schwester von Władysław I. Ellenlang, dem späteren Seniorherzog und ab 1320 König von Polen.
Mit ihr hatte er vier Kinder:
- Andrej (* nach 1289/1290; † 21. Mai 1323), Fürst von Halitsch-Wladimir (1308 – 1323)
- Lew II. (* nach 1289/1290; † 1323), Fürst von Luzk, Fürst von Halitsch (1308 – 1323)
- Maria (;† 11. Januar 1341) ⚭ Ehefrau von Herzog Trojden I. von Masowien
- Anastasia ⚭ 1320 Alexander Michailowitsch von Twer und Wladimir